# طراحی برای محیط زیست
برنامه طراحی برای محیط زیست (انگلیسی: Design for the Environment) به اختصار (DFE) یک روش طراحی برای کاهش تأثیر محصولات، فرایندها یا خدمات در طول چرخهٔ عمر آن‌ها بر سلامت انسان و محیط زیست است. ابزارهای مختلف نرم‌افزاری برای کمک به طراحان در یافتن محصولات یا فرایندها/خدمات بهینه‌سازی شده ایجاد شده است. DFE همچنین نام اصلی برنامهٔ سازمان حفاظت از محیط زیست ایالات متحده (EPA) است که در سال ۱۹۹۲ ایجاد شده و در پی جلوگیری از آلودگی و خطراتی که آلودگی برای انسان‌ها و محیط زیست ایجاد می‌کند است. این برنامه، اطلاعاتی در مورد فرمول‌های شیمیایی ایمن‌تر برای پاکسازی و دیگر محصولات ارائه می‌کند. این برنامه در سال ۲۰۱۵ به EPA انتخاب امن‌تر تغییر نام داد.

## مقدمه

هر بخش از نمودار دایره‌ای، نقش فرآیندهای فردی در کل طراحی و تولید یک محصول را نشان می‌دهد. در سال‌های اخیر، محیط زیست نقش مهمی در این نمودار ایفا کرده است. اگر هر یک از بخش‌ها نادیده گرفته بشود، تولید انجام نمی‌شود. این نمودار از کار کونراد لاتروپ و جسیکا لاگراستیدت اتخاذ شده است.

طراحی برای محیط زیست یک جنبش جهانی است که هدف آن طراحی ابتکارات و ایجاد انگیزه‌های زیست‌محیطی برای بهبود طراحی محصول به منظور به حداقل رساندن اثرات بهداشتی و زیست‌محیطی است. هدف استراتژی طراحی محیط زیستی (DFE)، بهبود فناوری و طراحی تاکتیک‌هایی برای گسترش دامنهٔ محصولات است. با ترکیب بهره‌وری اقتصادی با تاکتیک‌های طراحی، DFE کل چرخهٔ عمر محصول را در نظر می‌گیرد و با به حداقل رساندن استفاده از منابع، محصولات را قابل استفاده می‌نماید. تمرکز اصلی DFE بر به حداقل رساندن هزینهٔ زیست‌محیطی و اقتصادی برای مصرف‌کنندگان و افزون بر این، تمرکز بر چارچوب چرخهٔ عمر محصول است. با متعادل کردن نیازهای مشتری و همچنین اثرات زیست‌محیطی و اجتماعی، هدف DFE «بهبود تجربهٔ استفاده از محصول برای هر دوی مصرف‌کنندگان و تولیدکنندگان با حداقل تأثیر بر محیط است.»

## طراحی برای اقدامات محیط زیستی

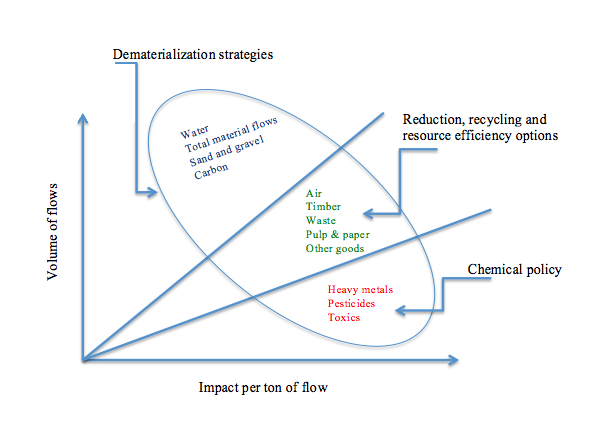
استراتژی‌های کاهش مصرف منابع در تولید محصول، اثرات بر محیط زیست و سلامت را به حداقل می‌رسانند. این تصویر از کار اسپنگنبرگ و همکاران اتخاذ شده است.

چهار مفهوم اصلی که زیر چتر DfEt قرار می‌گیرند.
- طراحی برای پردازش محیطی و تولید: این تضمین می‌کند که استخراج مواد خام (معدن‌کاری، حفاری، و غیره)، پردازش (پردازش مواد قابل استفاده مجدد، ذوب فلزات و …) و تولید با استفاده از مواد و فرآیندهایی انجام می‌شود که برای محیط زیست و کارکنان خطرناک نیست. این شامل به حداقل رساندن ضایعات و محصولات خطرناک، آلودگی هوا، مصرف انرژی، و سایر عوامل است.
- طراحی برای بسته‌بندی زیست‌محیطی: این تضمین می‌کند که مواد مورد استفاده در بسته‌بندی، سازگار با محیط زیست هستند که می‌توان از طریق استفادهٔ مجدد از محصولات، حذف کاغذ و بسته‌بندی غیرضروری محصولات، استفادهٔ بهینه از مواد و فضا، استفاده از مواد بازیافتی و/یا قابل بازیافت به این هدف دست یافت.
- طراحی برای دفع یا استفاده مجدد: پایان زندگی یک محصول بسیار مهم است، زیرا برخی از محصولات مواد شیمیایی خطرناکی را به هوا، زمین و آب پس از دور انداخته شدن در محل‌های دفن زباله منتشر می‌کنند. برنامه‌ریزی برای استفاده مجدد یا نوسازی یک محصول، نوع موادی که مورد استفاده قرار خواهد گرفت، چگونگی جدا کردن و مورد استفاده مجدد قرار دادن، و اثرات زیست‌محیطی که این مواد خواهند داشت را تغییر می‌دهد.
- طراحی برای بهره‌وری انرژی: طراحی محصولات برای کاهش مصرف انرژی کلی در طول زندگی محصول.

ارزیابی چرخهٔ عمر (LCA) برای پیش‌بینی اثرات گزینه‌های جایگزین (تولید) مختلف محصول مورد نظر استفاده می‌شود تا موردی که سازگار با محیط زیست است انتخاب بشود. تحلیل چرخهٔ عمر می‌تواند به عنوان ابزاری برای تعیین اثرات زیست‌محیطی یک محصول یا فرایند استفاده بشود. LCAS مناسب می‌تواند به طراح در مقایسه چند محصول مختلف با توجه به چندین مقوله مانند میزان استفاده از انرژی، میزان سمی بودن، اسیدیته، میزان انتشار گاز CO2، تخریب لایهٔ اوزون، کاهش منابع، و بسیاری موارد دیگر کمک نماید. با مقایسه محصولات مختلف، طراحان می‌توانند در مورد این که بر کدام خطر زیست‌محیطی تمرکز کنند تا محصولات سازگار با محیط زیست تولید نمایند، تصمیم‌گیری کنند.

## چرا شرکت‌ها می‌خواهند طراحی برای محیط زیست انجام بدهند؟
هدف تمام کسب و کارهای مدرن، تولید محصولاتی با هزینه کم با حفظ کیفیت، رقابتی ماندن در بازار جهانی، و برآورده نمودن ترجیحات مصرف‌کننده در مورد محصولات بیشتر سازگار با محیط زیست می‌باشد. برای کمک به کسب و کار برای مقابله با این چالش‌ها، EPA کسب و کارها را تشویق می‌کند تا ملاحظات زیست‌محیطی را در فرایند طراحی در نظر بگیرند. مزایای ترکیب DFE عبارتند از: صرفه جویی در هزینه، کاهش خطرات کسب و کار و زیست‌محیطی، گسترش فرصت‌های کسب و کار و بازار، و رعایت مقررات زیست‌محیطی.

## شرکت‌ها و محصولات
| شرکت‌ها | صنعت        |
| --- | ----------- |
| آی بی ام(IBM)، هیولت پکرد(HP)، فیلیپس، سونی، اپل(سیب)، دل (شرکت) | فناوری      |
| استارباکس، آیس مونتین(Ice Mountain)، کوکا کولا، پپسی | غذا/نوشیدنی |
| شرکت مواد شیمیایی و تجهیزات اطلس(Atlantic Chemical & Equipment Co.), محلول‌های شستشوی آمریکا(American Cleaning Solutions), عرضه BCD(BCD Sypply), فناوری بتا(Beta Technology), برایتون USA(Brighton USA) | تصفیه       |
| بی ام و(BMW)، جنرال موتور(GM)، شرکت فورد موتور | خودرو       |

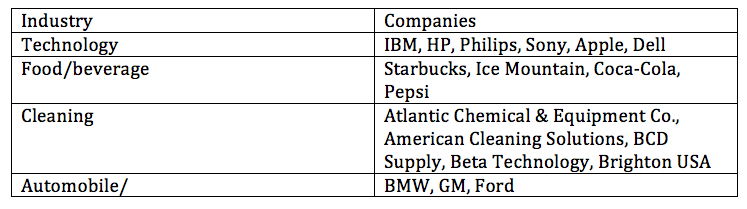
تصویر۳: طراحی برای محیط زیست

- استارباکس: استارباکس با ساخت فروشگاه‌ها و امکاناتی که از انرژی استفاده کارآمد می‌کنند، صرفه جویی در انرژی و آب، و خرید اعتبار انرژی تجدید پذیر در حال کاهش انتشار کربن است. استارباکس به گواهی LEED در ۱۱۶ فروشگاه در ۱۲ کشور جهان دست یافته است. استارباکس حتی یک فروشگاه پرتابل دارای گواهی LEED در دنور ایجاد کرده است. هدف استارباکس، کاهش مصرف انرژی تا ۲۵٪ و پوشش ۱۰۰ درصدی مصرف برق با انرژی‌های تجدید پذیر تا سال ۲۰۱۵ است.[۷]
- هیولت پکرد: HP تلاش می‌کند تا مصرف انرژی در تولید را کاهش دهد، موادی که تأثیر کمی بر محیطی دارند تولید نماید، و تجهیزات به راحتی قابل بازیافت طراحی نماید.[۸]
- آی بی ام: هدف آن‌ها افزایش عمر محصول به فراتر از فقط تولید و استفاده از محصولات قابل استفاده مجدد و قابل بازیافت است. این بدین معنی است که آی بی ام در حال حاضر تلاش می‌کند تا محصولاتی تولید کند که در پایان عمر خود به صورت ایمن دفع شوند. آن‌ها همچنین در حال کاهش مصرف انرژی برای به حداقل رساندن انتشار کربن هستند.[۹]
- فیلیپس: به مدت تقریباً ۲۰ سال، توسعه پایدار بخش مهمی از فرایند تصمیم‌گیری و تولید فیلیپس بوده است. هدف فیلیپس، تولید محصولاتی با مسئولیت پذیری زیست‌محیطی است. فیلیپس نه تنها تلاش می‌کند تا مصرف انرژی را در طول فرایند تولید کاهش بدهد، بلکه در یک پروژه منحصر به فرد که طراحی انسان دوستانه می‌باشد، مشارکت نموده است. از سال ۲۰۰۵، فیلیپس تلاش کرده است تا انسان دوستی را از طریق طراحی توسعه دهد. آن‌ها با سازمان‌های دیگر همکاری می‌کنند تا از تخصص و نوآوری آن‌ها برای کمک به جمعیت شکننده جامعه استفاده کنند.[۱۰]

علاوه بر این نام‌های تجاری بزرگ، چند شرکت دیگر تولیدکننده محصول برای مصرف‌کننده در برنامه DFE حضور دارند از جمله:
- شرکت مواد شیمیایی و تجهیزات اطلس
- محلول‌های شستشوی آمریکا
- عرضه BCD
- فناوری بتا
- برایتون USA[۱۱]

## طرح کسب و کار برای محیط زیست به چه صورت طراحی می‌شود؟
یک کسب و کار می‌تواند برای محیط زیست به صورت‌های زیر طراحی شود:
- بررسی تأثیر فرایند و محصولات آن بر سلامت انسان و محیط زیست.
- شناسایی اطلاعات مورد نیاز برای تصمیم‌گیری در مورد بهداشت انسانی و محیط زیستی.
- ارزیابی گزینه‌ها.
- در نظر گرفتن اثرات رسانه‌ای و منافع حاصل مواد شیمیایی جایگزین.
- کاهش استفاده و انتشار مواد شیمیایی سمی از طریق نوآوری در فناوری‌های پاک‌کننده‌ای که از مواد شیمیایی ایمن استفاده می‌کنند.
- جلوگیری از آلودگی، بهره‌وری استفاده از انرژی، و دیگر اقدامات حفاظت از منابع.
- تولید محصولات قابل استفاده مجدد و قابل بازیافت.
- نظارت بر اثرات زیست‌محیطی و هزینه‌های مرتبط با هر محصول یا فرایند.
- اذعان به این که هر چند تغییر می‌تواند سریع انجام بشود، در بسیاری از موارد چرخه ارزیابی و بهبود مستمر مورد نیاز است.

## برنامه برچسب محصول ایمن
برنامه برچسب زنی DFE سازمان حفاظت از محیط زیست ایالات متحده در سال ۲۰۱۵ به EPA انتخاب امن‌تر تغییر نام داد.

## قوانین و مقررات جاری تشویق‌کننده DFE در صنعت الکترونیک

### استانداردهای ملی کیفیت هوای محیط (NAAQS)
سازمان حفاظت محیط زیست استانداردهای ملی کیفیت هوای محیط (NAAQS) را وضع کرده است تا یک استاندارد کیفیت هوا در سراسر ایالات متحده ارائه کند. NAAQS، استانداردهایب برای شش منبع اصلی آلاینده‌ها تعیین نموده است که شامل انتشار: ازن (۰٫۱۲ پی پی ام در هر ۱ ساعت)، مونوکسید کربن (۳۵ پی پی ام در هر ۱ ساعت)، آلاینده (استانداردهای اولیه)، ذرات معلق (۵۰g/m³ در یک متوسط سالانه)، دی‌اکسید گوگرد (۸۰g/m³ در متوسط سالانه)، دی‌اکسید نیتروژن (۱۰۰g/m³ میلی در متوسط سالانه)، و انتشار مواد سربی (۱٫۵g/m³ در متوسط سالانه) است.

### حفاظت اوزون استراتوسفری
حفاظت اوزون استراتوسفری تحت بخش ۶۰۲ قانون هوای پاک سال ۱۹۹۰ است. هدف این مقررات، کاهش انتشار کلروفلوئوروکربن‌ها (CFCs) و دیگر مواد شیمیایی که لایه اوزون استراتوسفر را از بین می‌برند، است. اقدامات حفاظتی، مواد مخرب لایه ازن را در دو دسته طبقه‌بندی می‌نماید: دسته اول و دسته دوم.

### گزارش الزامات برای رهاسازی مواد سمی
یک شرکت فعال در صنعت الکترونیک در کدهای SIC 39-20 که بیش از ۱۰ کارمند تمام وقت دارد و بیش از ۱۰٬۰۰۰ پوند در سال از مواد شیمیایی سمی لیست شده در 40 CFR 372.۶۵ استفاده می‌کند، باید الزاماتی برای انتشار مواد سمی تعیین نماید.

### مقررات دیگر[۱۵]
- استانداردهای فناوری کنترل حداکثر دست یافتنی و آلاینده‌های خطرناک هوا (MACT)
- سیستم ملی حذف تخلیه آلاینده EPA
- برنامه کنترل تزریق زیرزمینی
- مدیریت زباله‌های خطرناک
- مدیریت مخزن ذخیره‌سازی زیرزمینی

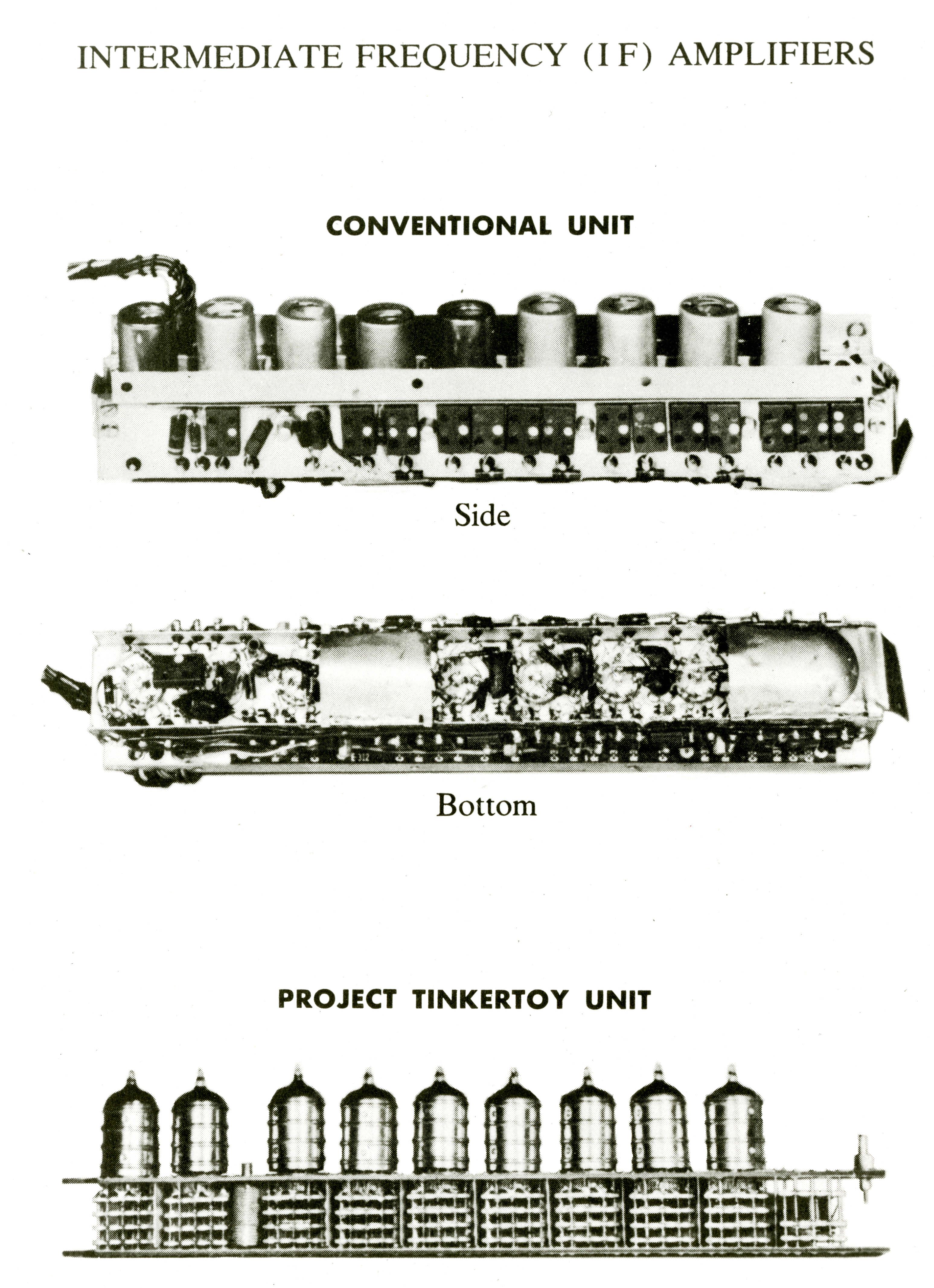
Redesigned for manufacturability

طراحی برای ساخت‌پذیری (همچنین به عنوان طراحی برای ساخت شناخته می‌شود) یک روش کلی مهندسی برای طراحی محصولات به شیوه‌ای است که ساخت آن‌ها ساده باشد. این مفهوم تقریباً در تمامی حوزه‌های مهندسی وجود دارد اما پیاده‌سازی آن که به تکنولوژی ساخت در آن حوزه وابسته می‌باشد، به‌طور قابل توجهی می‌تواند متفاوت باشد. طراحی برای ساخت، پروسهٔ طراحی یا مهندسی یک محصول را جهت امکان‌پذیر بودن فرایند ساخت و کاهش هزینه‌های مربوطه توصیف می‌کند. طراحی برای ساخت امکان حل مشکلات احتمالی در فاز طراحی را که کم‌هزینه‌ترین محل برای رفع آن‌ها می‌باشد می‌دهد. موارد دیگری مانند نوع و شکل مادهٔ خام مورد استفاده، تلرانس‌گذاری ابعادی، فرایندهای ثانویه مانند عملیات سطحی، ممکن است ساخت‌پذیری را تحت تأثیر قرار دهند.
بر اساس انواع مختلف فرایندهای ساخت، دستورالعمل‌های تعیین شده‌ای برای حوزهٔ طراحی برای ساخت وجود دارد. این دستورالعمل‌ها کمک می‌کنند تا به‌طور دقیق، انواع تلرانس‌ها، قوانین و بازرسی‌های مربوط به طراحی برای ساخت تعریف شوند.
برخی از انتقادهای وارد شده به مفهوم طراحی برای ساخت از طرف افراد صنعتی بیان می‌کنند که مفاهیم طراحی برای ساخت و طراحی برای مونتاژ، عبارات جدید و غیرضروری برای مفهومی می‌باشد که از زمان وجود مفهوم ساخت وجود داشته‌اند و بنابراین این مفاهیم بیانگر همان طراحی مهندسی می‌باشند.

## مفهوم طراحی برای ساخت دربرد مدار چاپی
در فرایند طراحی بردهای مدار چاپی، مفهوم طراحی برای ساخت دسته‌ای از دستورالعمل‌هایی را فراهم می‌آورد که تلاش می‌کنند تا بتوان از ساخت‌پذیری برد اطمینان حاصل کرد. با انجام این کار، مشکلات محتمل در تولید می‌توانند در حین پروسهٔ طراحی رفع شوند.
به‌طور ایده‌آل، دستورالعمل‌های مربوطه به طراحی برای ساخت، توانمندی‌ها و فرایندهای صنعت تولید را لحاظ می‌کنند؛ بنابراین، مفاهیم طراحی برای ساخت به‌طور مداوم در حال تکامل یافتن هستند.
با تکامل شرکت‌های تولیدکننده و انجام اتوماسیون در مراحل و فرایندهای بیشتر، این فرایندها در حال ارزان‌تر شدن هستند. طراحی برای ساخت معمولا برای کاهش این نوع از هزینه‌ها بکار گرفته می‌شود. به عنوان مثال، اگر یک فرایند را بتوان به صورت خودکار با ماشین‌هایی انجام داد، هزینهٔ تمام شدهٔ کار ارزان‌تر از انجام آن با دست می‌باشد.

## مفهوم طراحی برای ساخت درمدارات مجتمع
دستیابی به طراحی‌های قابل تولید در سایهٔ تکنولوژی نوین یکپارچه‌سازی کلان مقیاس به دلیل کوچک شدن ابعاد به همراه پیچیدگی محصولات نوین، به یک هدف بسیار چالش‌برانگیز تبدیل شده است. در اینجا، روش پیشنهادی طراحی برای ساخت شامل تکنیک‌هایی برای تغییر طراحی مدارات مجتمع به جهت ساخت‌پذیرتر کردن آن‌ها می‌باشد تا بهره‌وری کاربردی، پارامتریک و اطمینان‌پذیری آن‌ها را افزایش دهد.

### پیش‌زمینه
به‌طور سنتی، در دوران پیش از ابعاد نانومتری، طراحی برای ساخت از دسته‌ای از روش‌های مختلف تشکیل شده بود که سعی در اجبار برخی قوانین طراحی نرم (پیشنهادی) در مورد شکل‌ها و وجوه ساختار فیزیکی یک مدار مجتمع داشتند. همچنین بدترین سناریوهای شبیه‌سازی در سطوح مختلف از هندسه‌ها بکار گرفته شدند، تا اثر تفاوت‌های موجود در فرایند ساخت بر عملکرد و دیگر انواع کاهش بهره‌وری پارامتریک اعمال شوند. تمامی انواع این بدترین حالت‌های شبیه‌سازی در واقع بر اساس یک مجموعه از حالت‌های غیر ایده‌آل در فایل‌های پارامتر دستگاه در نرم‌افزار اسپایس می‌باشند، که با هدف نمایش دادن تغییرات عملکرد ترانزیستور بر روی یک بازهٔ کامل از واریاسیون‌ها در فرایند ساخت مورد استفاده قرار می‌گیرند. علاوه بر آن، مدل‌های نرم‌افزار اسپایس باید شامل ناسازگاری‌هایی درون مدل خود در شبیه‌سازی مدارات آنالوگ باشند. بسیاری از این ناسازگاری‌ها، به ابعاد یا جهت‌گیری قطعه وابسته‌اند.

### دسته‌بندی مکانیزم‌های کاهش بهره‌وری
مهم‌ترین مدل‌های کاهش بهره‌وری برای یکپارچه سازی کلان مقیاس آی‌سی‌ها می‌توانند به چند دسته تقسیم شوند.
- کاهش بهره‌وری عملکردی: همچنان عامل غالب کاهش بهره‌وری می‌باشد. این مکانیزم توسط مکانیزم‌های مرتبط با تجهیزات، اثرات سیستماتیک مثل چاپ پذیری یا مشکلات صفحه‌گذاری و عیوب کاملاً تصادفی ایجاد می‌شود.
- محصولات با عملکرد بالا ممکن است تحت تأثیر جزئیات طراحی پارامتریک قرارگیرند که یا در اثر غیر یکنواختی در فرایند یا عوامل محیط‌زیستی ایجاد می‌شوند.
- کاهش بهره‌وری مرتبط با انجام تست‌ها می‌تواند توسط انجام نادرست تست اتفاق افتد و می‌تواند اثر مهمی در کاهش بهره‌وری داشته باشد.

## مفهوم طراحی برای ساخت در ماشین‌کاریCNC
هدف در این بخش انجام طراحی به شیوه‌ای است که هزینه را کاهش دهد. هزینه توسط زمان کنترل می‌شود؛ بنابراین، طراحی باید به نحوی باشد، که زمان مورد نیاز برای نه تنها ماشین‌کاری (براده برداری) بلکه زمان تنظیم دستگاه سی ان سی را نیز کمینه کند. ایجاد فیکسچر مناسب و دیگر فرایندهای مورد نیاز پیش از شروع ماشین‌کاری که به پیچیدگی قطعه وابسته هستند، از این دسته موارد می‌باشند.

### زمان راه‌اندازی فرایندها
یک دستگاه CNC فقط می‌تواند از یک جهت به قطعه نزدیک شود مگر آنکه محور چهارم یا پنجم استفاده شوند. در هر زمان، یک سمت قطعه را می‌توان ماشین‌کاری کرد. سپس قطعه باید گردانده شده تا سمت دیگر آن ماشین‌کاری شود. هندسهٔ قطعه تعیین می‌کند که آیا برای ساخت آن نیاز به گرداندن قطعه وجود دارد یا خیر. هرچه تعداد فرایندهای مورد نیاز برای ماشین‌کاری قطعه بیشتر شود، هزینهٔ ساخت آن قطعه بالاتر خواهد رفت. هر فرایند یک زمان راه‌اندازی مخصوص به خود را دارد که باید قبل از شروع کار دستگاه طی شوند؛ بنابراین هرچه تعداد این مراحل افزایش یابد، هزینهٔ ساخت نیز بالاتر خواهد رفت. این فرایندهای راه‌اندازی بسیار زمان‌بر هستند به طوری که ممکن است برای ماشینکاری قطعه به مدت ۲ دقیقه بیش از یک ساعت زمان نیاز به فرایند راه‌اندازی باشد.
در انتها، حجم (تعداد) قطعات مورد نیاز برای ماشین‌کاری نیز نقش مهمی در هزینه‌ها دارد. هرچه تعداد قطعات بالاتر رود هزینهٔ ماشین‌کاری نیز افزایش خواهد یافت؛ بنابراین ضروری است که طراحی قطعات به نحوی باشد، که کمترین زمان برای فرایندهای آماده‌سازی صرف شود. این موضوع در طراحی برای ساخت دیده می‌شود و طراح، با این طرز تفکر قطعهٔ موردنظر را طراحی می‌کند که کمترین هزینه صرف فرایند ماشین‌کاری قطعه شود.

### نوع ماده
ساده‌ترین انواع فلزات قابل ماشین‌کاری شامل آلومینیم، برنج و دیگر فلزات نرم می‌شوند. هرچه مواد مانند فولاد، تیتانیم و آلیاژهای سخت‌تر شوند، ماشین‌کاری آن‌ها سخت‌تر خواهد شد؛ بنابراین ساخت‌پذیری آن‌ها کاهش می‌یابد. اغلب انواع پلاستیک به سادگی ماشین‌کاری می‌شوند. با این وجود، افزودن فایبرگلاس و فیبرکربن می‌تواند قابلیت ماشین‌کاری را کاهش دهد. از طرفی پلاستیک‌هایی که بسیار نرم می‌باشند هم ممکن است مشکلات ماشین‌کاری خاص خود را داشته باشند.

### حالت ماده
فلزات در تمامی حالت‌ها یافت می‌شوند. به عنوان مثال، آلومینیم غالباً به صورت شمش یا ورق تولید می‌شود. ابعاد و شکل هر قطعه می‌تواند تعیین کند که چه حالتی از ماده باید استفاده شود. از طراحی‌های مهندسی می‌توان یک حالت ماده را به دیگری ترجیح داد. قطعات به حالت شمش تقریباً نصف همان میزان ماده به حالت ورق هزینه دارند؛ بنابراین، با وجود آنکه حالت ماده به صورت مستقیم به هندسهٔ قطعه وابسته نیست، هزینه‌های مربوطه می‌توانند با انتخاب کم‌هزینه‌ترین حالت ماده در فاز طراحی کاهش یابند.

### تلرانس‌ها

تلرانس انطباقی

یکی از مهم‌ترین عوامل تأثیرگذار بر هزینهٔ قطعات ماشین‌کاری شده، تلرانس هندسی آن قطعه می‌باشد. هرچه تلرانس مورد نیاز کوچک‌تر باشد، هزینهٔ ماشین‌کاری بالاتر می‌رود زیرا به دقت‌های بالاتری جهت ماشین‌کاری نیاز است. در هنگام طراحی، بازترین تلرانس ممکن که همچنان قطعه کارکرد مناسب خود را در آن حفظ می‌کند تعیین می‌شود. تلرانس‌ها باید بر حسب ویژگی‌های دو قطعه که به یکدیگر متصل می‌شوند تعیین شوند. همچنین روش‌های خلاقانه‌ای برای مهندسی قطعات با تلرانس‌های پایین‌تر وجود دارد که عملکرد آن‌ها مشابه تلرانس‌های بالاتر همان قطعه باشد.

### طراحی و شکل
ماشین‌کاری یک فرایند براده‌برداری است بنابراین زمانی که طول می‌کشد تا مقدار ماده مورد نظر از سطح برداشته شود یک فاکتور حائز اهمیت در هزینهٔ ماشین‌کاری است. حجم و اندازهٔ ماده‌ای که باید از قطعه برداشته شود، همین‌طور میزان پیشروی ابزار براده‌برداری زمان ماشین‌کاری را تعیین می‌کنند. هنگام استفاده از دستگاه فرز استحکام و سختی ابزار که بر حسب نسبت طول به قطر ابزار تعیین می‌شود بزرگ‌ترین نقش را در تعیین سرعت حرکت ابزار ایفا می‌کند. هرچه ابزار طول کوتاه‌تری به نسبت قطرش داشته باشد، سرعت براده‌برداری آن بالاتر خواهد بود. نسبت طول به قطر ۳ به ۱ یا کمتر مقدار بهینه‌ای محسوب می‌شود. اگر نتوان به این نسبت دست یافت، یک راه‌حل در این منبع قابل یافتن است. برای حفره‌ها نسبت طول به قطر ابزار اهمیت کمتری دارد اما همچنان باید کمتر از ۱۰ به ۱ باشد.